# Кананович, Людмила Николаевна
Людми́ла Никола́евна Канано́вич (бел. Людміла Мікалаеўна Канановіч, род. 3 марта 1966, Мясота, Молодечненский район, Минская область, Белорусская ССР, СССР) — белорусский государственный деятель.

## Биография
Родилась Людмила 3 декабря 1966 года в деревне Мясота, что находится в Молодечненском районе Минской области. В 1984 года окончила 5 среднюю школу г. Молодечно с золотой медалью. Окончила Минский государственный педагогический институт имени Максима Горького по специальности «Математика», а также Академию управления при Президенте Республики Беларусь по специальности «Государственное управление и идеология».
Работала учителем математики, заместителем директора, директором третьей гимназии г. Молодечно. До становления депутатом работа заместителем Председателя Молодечненского районного исполнительного комитета.
Являлась депутатом Молодечненского районного Совета депутатов 27-го созыва.
Избиралась депутатом Палаты представителей Национального собрания Беларуси VI созыва.
Была избрана депутатом Палаты представителей Национального собрания Белоруссии VII созыва. Округ: Молодечненский городской № 72. Председатель Постоянной комиссии по труду и социальным вопросам.
Проживает в Минске (Беларусь).

## Депутат Палаты представителей

### VI созыв (11 октября 2016 — 6 декабря 2019)
Во время функционирования Палаты представителей VI созыва являлась заместителем председателя Постоянной комиссии по труду и социальным вопросам.
Законопроекты:
- «Об изменении Закона Республики Беларусь «Об охране труда».

### VII созыв (с 6 ноября 2019)
Во время функционирования Палаты представителей VII созыва является председателем Постоянной комиссии по труду и социальным вопросам.
Законопроекты:
- «О ратификации Соглашения о пенсионном обеспечении трудящихся государств — членов Евразийского экономического союза»;
- «Об изменении законов по вопросам трудовых отношений».

## Награды и звания
- Благодарность Президента Республики Беларусь
- Почётная грамота Национального собрания Республики Беларусь
- Почётная грамота Минского областного исполнительного комитета
- Почётная грамота Министерства культуры Республики Беларусь
- Почётная грамота Министерства информации Республики Беларусь
- Грамота Молодечненского районного исполнительного комитета[2]
- Заносилась на Доску почёта Молодечненского района[9]
- Медаль «За трудовые заслуги» (18 марта 2024 года)  — за плодотворную государственную и общественную деятельность, значительный личный вклад в развитие законодательства и парламентаризма[10][11]

## Личная жизнь
Замужем, воспитывает сына и дочь.